# 하지 벡
하지 벡(Hajji Beg)은 1361년까지 차가타이 칸국내의 소부족인 발라스부를 다스렸던 아미르이다.

## 생애
하지 벡이 처음 언급되는 것은 1358년으로 그 이전의 생애는 알려져 있지 않다.
1358년, 카라운부의 아미르로써 사실상 차가타이 칸국을 지배해 온 카자한 칸이 사망하자 그의 아들 압둘라가 뒤를 이었다. 압둘라는 세력기반이 공고하지 못했기 때문에, 하지 벡과 솔더스부의 부얀 솔더스가 연합하여 압둘라를 몰아내고 그가 내세운 칸인 샤 테무르를 처형했다. 이후 차가타이 칸국에서 최대의 세력을 갖게 된 것은 솔더스부였지만 부얀 솔더스가 칸을 옹립하여 차가타이 칸국의 부족들을 제패하는 것에 관심이 없었기 때문에 차가타이 칸국은 1360년까지 분열된 상태로 남아있었다.
1360년, 모굴리스탄 한국의 투글루크 티무르는 이런 상황을 노려 트란속시아나로 침입해왔다. 당시 발라스부와 이웃하고 있던 야사우리(Yasa'uri)부의 하지 마흐무트 샤는 일찌감치 투글루크 티무르에 복속한 뒤 발라스부를 공격해줄 것을 요청했다. 하지 벡은 자신의 군대로 투글루크 티무르의 군대와 맞서는 것은 역부족임을 알아차리고 호라산으로 망명했다. 하지 벡의 망명으로 발라스부를 평정한 투글루크 티무르는 발라스부의 새로운 아미르로 티무르를 임명한 뒤 본국으로 떠났다.
투글루크 티무르가 떠나자 하지 벡은 트란속시아나로 복귀하여 자라이르부의 바야지트와 동맹을 맺고 야사우리부를 공격했다. 이에 발라스부의 새로운 아미르 티무르가 야사우리를 도와 하지 벡에 맞서 싸웠지만 역부족이었다.
그러던 1361년, 투글루크 티무르의 군대가 다시 트란속시아나로 침입했다. 솔더스부의 부얀 솔더스와 자라이르부의 바야지트는 사마르칸트로 가서 그에게 충성을 맹세했으나 투글루크 티무르가 이를 묵살하고 이 둘을 사형에 처했다. 이 소식을 들은 하지 벡은 자신의 세력을 모아 다시 호라산으로 도망쳤으나 도망가던 도중에 투르크 부족을 만나 목숨을 잃었다. 그가 죽은 뒤 투글루크 티무르는 티무르의 발라스부 지배를 다시 인정했다.

## 같이 보기
- 티무르
- 후사인
- 차가타이 칸국